# Stenotatus
Lo stenotatù (gen. Stenotatus) è un mammifero cingolato estinto, appartenente ai clamiforidi. Visse tra il Miocene inferiore e il Miocene superiore (circa 22 - 11 milioni di anni fa) e i suoi resti fossili sono stati ritrovati in Sudamerica.

## Descrizione
Questo animale era un armadillo di dimensioni medio-piccole, e non doveva superare i 4 chilogrammi di peso. Era simile ad altri armadilli miocenici, dai quali si distingueva per alcune caratteristiche: il muso era piuttosto lungo e stretto, in particolare la mandibola; i 9-10 denti presenti erano di forma semplice e ovale, e i primi cinque denti erano ben spaziati fra loro. Le zampe erano più allungate e specializzate rispetto a quelle di altre forme come Prozaedyus. Gli osteodermi che componevano la corazza mobile di Stenotatus erano dotati di tre creste longitudinali pronunciate, ed era presente una singola fila caudale di fori piliferi piuttosto stretti.

## Classificazione
I primi fossili di questo animale vennero descritti nel 1887 da Florentino Ameghino con il nome di Euphractus patagonicus; nel 1891 lo stesso Ameghino descrisse la specie Stenotatus karaikensis, ma in seguito le due specie vennero poste in sinonimia, e quindi la specie tipo di Stenotatus è Stenotatus patagonicus. Altre specie attribuite a questo genere sono S. hesternus, S. ornatus, S. centralis, S. planus; tutte queste specie provengono da terreni miocenici dell'Argentina. Fossili attribuiti a Stenotatus sono stati ritrovati anche in Bolivia e Cile.
Stenotatus è uno dei tanti armadilli tipici del Miocene sudamericano; inizialmente considerato affine al genere Euphractus, è stato poi avvicinato ai generi Proeutatus ed Eutatus. Attualmente non è chiaro se i due precedenti generi di armadilli (insieme a Stenotatus) costituiscano o meno un gruppo monofiletico.